# 多郭朗台吉
多郭朗台吉（羅馬化：Doγolang Tayiǰi，？—1476年），另译多豁郎台吉，15世纪后半叶东部蒙古多伦土默特部的统治者。他是成吉思汗弟弟合赤温的后裔，曾与孛来太师联手弑杀大汗马可古儿吉思，最终被大汗满都鲁诛杀。明代汉文史籍中称其为郑王脱脱罕、瘸太子、瘸王子。其中“郑王”是合赤温家族在元朝封号济南王的误记，“瘸太子（王子）” 是多郭朗台吉的意译，其本名被认为是「脱脱罕」（Toqto'a Han，也可能本名是脱脱、罕為頭銜）。

## 生平
合赤温是成吉思汗的三弟，以他为始祖的合赤温兀鲁思，自按赤台被成吉思汗分封以来，便是以大兴安岭周边为游牧地的强大势力。明初，该家族的首领名叫察罕达鲁花，蒙古人称其统治集团为“察罕土蛮”（察罕万户）。明朝册封其麾下女真兀者部落，组成卜剌罕卫。蒙古语史料记载多郭朗台吉曾与瓦剌交战，推测他可能是“察罕土蛮的额色库（Eseküi）” 的亲属，或为其别名。
1440至1450年代，瓦剌首领也先征服蒙古全境，东部蒙古游牧集团相继南迁，原本在嫩江流域游牧的兀良哈三卫（斡赤斤后王控制）、卜剌罕卫（合赤温后王控制）等部落集团迁至明长城附近。1454年也先被杀后，蒙古各地权贵纷纷自立争雄：内蒙古西部哈剌嗔部首领孛来太师，与别勒古台后裔毛里孩共同拥立马可古儿吉思为大汗。
孛来与马可古儿吉思、毛里孩逐渐对立，最终弑杀可汗。据《蒙古源流》等蒙古文献记载，执行杀汗的是多郭朗台吉率领的“多伦土默特部”（Doloγan Tümed，意为‘七土默特’），可见孛来与多郭朗台吉结盟对抗马可古儿吉思、毛里孩同盟。毛里孩在可汗遇弑后迅速击溃孛来，拥立摩伦汗，但此时位于外蒙古的瓦剌首领阿失帖木儿东进，毛里孩被迫退往鄂尔多斯。成化元年（1465年），明朝记录显示阿失帖木儿的使者中有卜剌罕卫人随行，推测多郭朗台吉此时已与瓦剌结盟。
成化二年（1466年），毛里孩与摩伦汗被杀，蒙古进入约十年的“汗位空位期”。多郭朗台吉在此期间开始出现在明朝记载中：成化六年（1470年）正月，他遣使要求从宣府镇野狐岭入贡，明朝因担心其借朝贡侵袭邊界而拒绝，但他仍在同年二、三月连续遣使。
1470年代，癿加思蘭太师东进鄂尔多斯，成为蒙古重要诸侯。成化十年（1474年），他与多郭朗台吉逼近明蒙边境，明朝下令边将警戒。1475 年，癿加思蘭拥立满都鲁为大汗，结束汗位空位期。满都鲁以为马可古儿吉思复仇为名，出征察罕万户，诛杀多郭朗台吉并征服多伦土默特部。满都鲁汗笼络多郭朗台吉的部下、多伦土默特部首领脱罗干，将女儿嫁给脱罗干之子火筛，通过联姻巩固关系。此后，多伦土默特部脱离合赤温家族统治。